# Dimitri from Paris

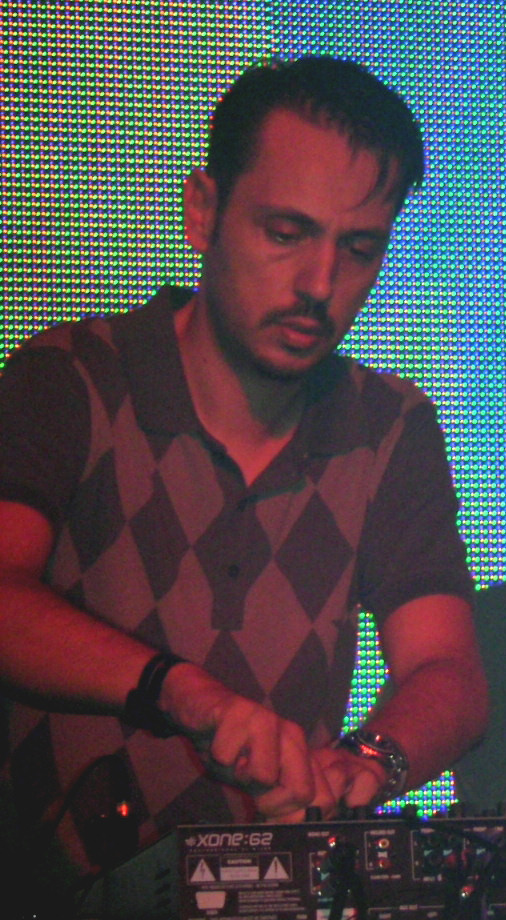
Dimitri from Paris (2005)

Dimitri from Paris (* im Oktober 1963 in Istanbul; eigentlich Dimitris Yerasimos) ist ein französischer House-DJ griechischer Abstammung.
Er ist Moderator beim Pariser Sender NRJ. Dimitri from Paris hat für Björk, New Order und Quincy Jones Remixe angefertigt (insgesamt weit über hundert). Zu Beginn der 1990er Jahre ließen sich auch Modeschöpfer wie Jean-Paul Gaultier und Karl Lagerfeld von ihm Soundtracks für ihre Präsentationen auf dem Catwalk zusammenstellen.
1997 erschien das Debütalbum Sacrebleu, das über 300.000 mal verkauft wurde.
Bekannt wurde er auch für seinen Auftritt in Hugh Hefners Playboy Mansion, der auf CD unter dem Titel A Night at the Playboy Mansion nachbereitet wurde. Zwei Jahre später erschien der Nachfolger After the Playboy Mansion. Beide Mix-Alben wurden ebenfalls erfolgreich verkauft.
2004 erschien der zweite Longplayer Cruising Attitude.

## Diskografie
- 1996: Sacrebleu
- 2000: A Night at the Playboy Mansion
- 2000: Disco Forever
- 2001: My Salsoul
- 2002: After the Playboy Mansion
- 2003: Cruising Attitude
- 2004: In the House
- 2006: In the House of Love
- 2007: Cocktail Disco
- 2008: Return to the Playboy Mansion
- 2010: Get Down with the Philly Sound
- 2011: Knights of the Playboy Mansion
- 2012: Back in the House